# Спрус-стріт 8
Спрус-стріт 8 (англ. 8 Spruce Street) — житловий хмарочос на 899 квартир на Спрус-стріт, розташований у фінансовому районі Нижнього Мангеттена, Нью-Йорк. Серед орендованих приміщень: державна початкова школа до 8 класу, що належить Департаменту освіти Нью-Йорка, лікарня, роздрібні магазини та паркінг. Будівля заввишки 265,2 м, має 76 поверхів, її спроєктував архітектор Френк Гері + Гері Партнерс LLP і розробила проєкт компанія Forest City Ratner. Інженером-конструктором була компанія WSP Cantor Seinuk, проєктували Jaros, Baum & Bolles, а керівником будівництва була Kreisler Borg Florman. Спрус-стріт 8 нині[коли?] є 28-м за висотою будівлею в Нью-Йорку, і це була найвища житлова вежа в Західній півкулі на момент відкриття в лютому 2011 року.